# Marco Kana
Marco Kana, né le 8 août 2002 à Kinshasa en République démocratique du Congo, est un footballeur belge, d'origine congolaise (RDC), qui joue au poste de milieu de terrain au RSC Anderlecht.

## Biographie

### En club

#### RSC Anderlecht
Né à Kinshasa en République démocratique du Congo, Marco Kana est formé au RSC Anderlecht. Il joue son premier match en professionnel alors qu'il n'a pas encore 17 ans, le 4 août 2019, face au Royal Excel Mouscron, lors d'une rencontre de Jupiler Pro League. Il entre en jeu à la place de Philippe Sandler et les deux équipes se séparent sur un match nul (0-0). Le 20 octobre 2019, Kana fête sa première titularisation en professionnel contre le K Saint-Trond VV. Il se fait remarquer ce jour-là en inscrivant son premier but en professionnel, de la tête, et contribue ainsi à la victoire de son équipe par quatre buts à un. Le jeune défenseur prolonge son contrat avec son club formateur à la fin de la saison, le 17 juin 2020, le liant à Anderlecht jusqu'en juin 2023.
Considéré comme un grand talent, Marco Kana prolonge de nouveau son contrat avec Anderlecht le 25 septembre 2020, cette fois jusqu'en juin 2025,,.
Fin août 2023 et afin de lui offir du temps de jeu, Kana est prêté pour une saison sans option d'achat au KV Courtrai.

### En sélections nationales
Marco Kana commence sa carrière internationale avec l'équipe de Belgique des moins de 16 ans. Il joue un total de quatre matchs avec cette sélection, tous en 2018, et marque un but.
Il est sélectionné avec l'équipe de Belgique des moins de 17 ans pour participer au championnat d'Europe des moins de 17 ans en 2019. Lors de ce tournoi organisé en Irlande, il est titulaire et capitaine de son équipe. Il joue quatre matchs et son équipe est vaincue en quart de finale face aux Pays-Bas (0-3). Il ne joue toutefois pas le match pour la cinquième place perdue face à la Hongrie aux tirs au but.
Le 9 octobre 2020, il joue son premier match avec l'équipe de Belgique espoirs, face au Pays de Galles. Il entre en jeu à la place de Orel Mangala, et son équipe s'impose par cinq buts à zéro.

## Statistiques

### En club
| Saison                | Club                  | Championnat           | Championnat | Championnat | Championnat | Coupe(s) nationale(s) | Coupe(s) nationale(s) | Coupe(s) nationale(s) | Compétition(s) continentale(s) | Compétition(s) continentale(s) | Compétition(s) continentale(s) | Compétition(s) continentale(s) | Autres compétitions | Autres compétitions | Autres compétitions | Autres compétitions | Total | Total | Total |
| Saison                | Club                  | Division              | M.          | B.          | P.d.        | M.                    | B.                    | P.d.                  | Comp.                          | M.                             | B.                             | P.d.                           | Comp.               | M.                  | B.                  | P.d.                | M.    | B.    | P.d.  |
| 2019-2020             | RSC Anderlecht        | Division 1A           | 15          | 1           | 0           | 2                     | 0                     | 0                     | -                              | -                              | -                              | -                              | -                   | -                   | -                   | -                   | 17    | 1     | 0     |
| 2020-2021             | RSC Anderlecht        | Division 1A           | 8           | 0           | 1           | 2                     | 0                     | 0                     | -                              | -                              | -                              | -                              | PO1                 | -                   | -                   | -                   | 10    | 0     | 1     |
| 2021-2022             | RSC Anderlecht        | Division 1A           | 4           | 0           | 0           | 2                     | 0                     | 0                     | C4                             | 1                              | 0                              | 0                              | PO1                 | 6                   | 0                   | 0                   | 13    | 0     | 0     |
| 2022-2023             | RSC Anderlecht        | Division 1A           | 9           | 0           | 0           | -                     | -                     | -                     | C4                             | 7                              | 0                              | 0                              | -                   | -                   | -                   | -                   | 16    | 0     | 0     |
| 2023-2024             | RSC Anderlecht        | Division 1A           | 2           | 0           | 0           | -                     | -                     | -                     | -                              | -                              | -                              | -                              | -                   | -                   | -                   | -                   | 2     | 0     | 0     |
| 2024-2025             | RSC Anderlecht        | Division 1A           | 0           | 0           | 0           | -                     | -                     | -                     | C3                             | 0                              | 0                              | 0                              | PO1                 | 1                   | 0                   | 0                   | 1     | 0     | 0     |
| 2025-2026             | RSC Anderlecht        | Division 1A           | 3           | 0           | 0           | -                     | -                     | -                     | C3+C4                          | 1+2                            | 0+0                            | 0+0                            | -                   | -                   | -                   | -                   | 6     | 0     | 0     |
| Sous-total            | Sous-total            | Sous-total            | 41          | 1           | 1           | 6                     | 0                     | 0                     | -                              | 11                             | 0                              | 0                              | -                   | 7                   | 0                   | 0                   | 65    | 1     | 1     |
| 2022-2023             | RSCA Futures          | Division 1B           | 1           | 0           | 0           | -                     | -                     | -                     | -                              | -                              | -                              | -                              | PO                  | 2                   | 0                   | 0                   | 3     | 0     | 0     |
| 2024-2025             | RSCA Futures          | Division 1B           | 11          | 0           | 0           | -                     | -                     | -                     | -                              | -                              | -                              | -                              | -                   | -                   | -                   | -                   | 11    | 0     | 0     |
| Sous-total            | Sous-total            | Sous-total            | 12          | 0           | 0           | -                     | -                     | -                     | -                              | -                              | -                              | -                              | -                   | 2                   | 0                   | 0                   | 14    | 0     | 0     |
| 2023-2024             | KV Courtrai (prêt)    | Division 1A           | 16          | 0           | 0           | 2                     | 0                     | 0                     | -                              | -                              | -                              | -                              | PO3+BR              | 3+0                 | 0+0                 | 0+0                 | 21    | 0     | 0     |
| Total sur la carrière | Total sur la carrière | Total sur la carrière | 69          | 1           | 1           | 8                     | 0                     | 0                     | -                              | 11                             | 0                              | 0                              | -                   | 12                  | 0                   | 0                   | 100   | 1     | 1     |